# Cyriocosmus ritae
Espèce
Cyriocosmus ritae est une espèce d'araignées mygalomorphes de la famille des Theraphosidae.

## Distribution
Cette espèce se rencontre au Brésil en Acre et au Pérou dans la région de Loreto,.

## Description
Le mâle décrit par Kaderka en 2016 mesure 11,4 mm et la femelle 16,3 mm.

## Publication originale
- Pérez-Miles, 1998 : Revision and phylogenetic analysis of the neotropical genus Cyriocosmus Simon, 1903 (Araneae, Theraphosidae). Bulletin of the British arachnological Society, vol. 11, p. 95-103.